# Dermot Morgan
Dermot John Morgan, född 31 mars 1952 i Dublin, död 28 februari 1998 i London, var en irländsk komiker och skådespelare, främst känd för sin roll som fader Ted Crilly i komediserien Fader Ted.

## Uppväxt
Morgans föräldrar var Hilda "Holly" (född Stokes) och konstnären och skulptören Donnchadh Morgan. Hans far gick bort tidigt till följd av ett artärbråck. Morgan hade tre syskon: Paul, Denise och Ruth, varav den sistnämnda dog i ung ålder. Morgan utbildade sig vid Oatlands College i Stillorgan och senare vid University College Dublin, där han studerade engelsk litteratur och filosofi. Under sin tid som student frontade han även ett band vid namn Big Gom and the Imbeciles. Efter att Morgan hade tagit examen arbetade han en tid som engelsklärare vid St Michael's College i Dublin.

## Karriär

### The Live Mikeoch Father Trendy
Morgan gjorde mediedebut i radioprogrammet Morning Ireland, som producerades av Gene Martin, vars syster Ella var mor till en av Morgans vänner.
Radiomedverkan öppnade dörrar för Morgan, som blev ett hushållsnamn på Irland efter hans medverkan i TV-programmet The Live Mike, som sändes i RTÉ mellan 1979 och 1982. Han spelade en rad humorkaraktärer som dök upp mellan olika programsegment. Morgan gjorde bland annat satir av modernismen efter Andra Vatikankonciliet inom den romersk-katolska kyrkan på Irland, med sin karaktär Father Trendy, en eftergiven hippie-präst, vagt baserad på Brian D'Arcy. Father Trendy hade en Elvisinspirerad frisyr och bar ibland skinnjacka. Han drog också ofta långsökta paralleller mellan det religiösa livet och sekulära fritidsaktiviteter i sin "predikan" till tittarna.
Morgan parodierade också The Wolfe Tones och klyschorna i irländsk politisk musik. Han framförde en egen "rebellsång", som var en parodi på Thomas Osborne Davis "A Nation Once Again", med en text om martyrhunden Fido, som äter upp en handgranat för att rädda sin IRA-soldat till husse under en husgenomsökning av Black and Tans under irländska frihetskriget. När hunden fiser och granaten detoneras, säger Black and Tan-soldaterna att "It must have been something he ate" ("Det måste vara något han har ätit").
År 1981 utgav Morgan boken Trendy Sermons, skriven utifrån hans Father Trendy-persona.

### Musikkarriär
Morgan spelade in och gav ut en humorsingel, "Thank You Very Very Much, Mr. Eastwood", i december 1985. Låten var en raljant kommentar till det inställsamma beröm som den framgångsrika irländska boxaren Barry McGuigan gav sin manager, Barney Eastwood. Låten var listetta på den irländska singellistan under julhelgen 1985.

### Scrap Saturday
I slutet av 1980-talet nådde Morgan sin största framgång dittills, då han medverkade i morgonradioprogrammet Scrap Saturday, i vilket Morgan, Gerard Stembridge, Owen Roe och Pauline McLynn gjorde satir av Irlands politiska, affärs- och medieetablissemang. Humorsketcherna drev med bägge sidor av det politiska spektrumet och blev en lyssnarsuccé. När RTÉ valde att lägga ner programmet 1991, möttes beslutet av stort motstånd från landets befolkning och det förekom anklagelser om politisk inblandning. Även Morgan kritiserade starkt beslutet.
År 1991 tilldelades Morgan TV- och radioutmärkelsen Jacob's Award för sitt bidrag till Scrap Saturday.

### Fader Ted
Trots att Morgan redan var framgångsrik på Irland sedan många år, fick han sitt stora genombrott i Storbritannien med sin roll i Channel 4:s irländska sitcom Fader Ted, som sändes i tre säsonger mellan 1995 och 1998. Seriens författare Graham Linehan och Arthur Mathews höll många uttagningar för rollen som fader Ted Crilly, men det var till sist Morgan som fick rollen. Fader Ted kretsar kring de missöden som drabbar tre moraliskt tveksamma katolska präster, vars överträdelser har förvisat dem till den fiktiva ön Craggy Island, belägen utanför Galways kust.
År 1996 vann Fader Ted en BAFTA för Bästa Komedi. Samma år vann Morgan en British Comedy Award för sin rollprestation som fader Ted. År 1999 fick Fader Ted ta emot ytterligare en BAFTA för Bästa Komedi. Morgan tilldelades då även utmärkelsen för Best Comedy Performance postumt.

### Ofärdiga projekt
År 1996 tillkännagav Morgan i en intervju med Gay Byrne i programmet The Late Late Show att han arbetade med ett manus med titeln Miracle of the Magyars. Manuset baserades på en verklig händelse som ägde rum på 1950-talet, då ärkebiskopen av Dublin förbjöd katoliker från att beskåda en fotbollsmatch mellan Irland och Jugoslavien av religiösa och andliga skäl. Jugoslavien vann matchen med 4–1. Morgan planerade att använda Ungern som motståndarlaget till Irland i manuset, därav titeln. Vid tiden för sin död hade Morgan skrivit färdigt manuset, men filmen producerades aldrig.
Morgans nästkommande projekt efter Fader Ted var tänkt att bli Re-united, en sitcom om två pensionerade fotbollsspelare som delar en lägenhet i London. Mel Smith var tilltänkt för en av huvudrollerna.
Morgan hade även fått uppdraget att skriva en dramaserie för BBC.

## Privatliv
Morgan var gift med Susanne Garmatz, ursprungligen från Tyskland. Paret fick två söner. Han inledde senare ett förhållande med Fiona Clarke, med vilken han fick ytterligare en son.
Morgan fick en katolsk uppfostran och som barn övervägde han att utbilda sig till präst. Senare i livet uppgav han emellertid att han var ateist och var öppet kritisk mot katolska kyrkan.
Han var en supporter av University College Dublin AFC och Chelsea FC.

## Död
Före inspelningen av den tredje och sista säsongen av Fader Ted, genomgick Morgan en obligatorisk medicinsk undersökning. Det framkom att han hade hypertoni, mot vilket han började medicinera. Dagen efter inspelningen av det sista avsnittet i serien, drabbades Morgan av en hjärtinfarkt i sitt hem i Hounslow, London. Han stod värd för en middagsbjudning och började må dåligt efter middagen, varefter hans syster Denise följde honom till hans sovrum. Han återvände sedan till middagsbjudningen och bad om ursäkt för sitt försvinnande. Därefter föll Morgan ihop, varpå återupplivningsförsök gjordes innan han kördes till sjukhus. Han blev 45 år gammal.

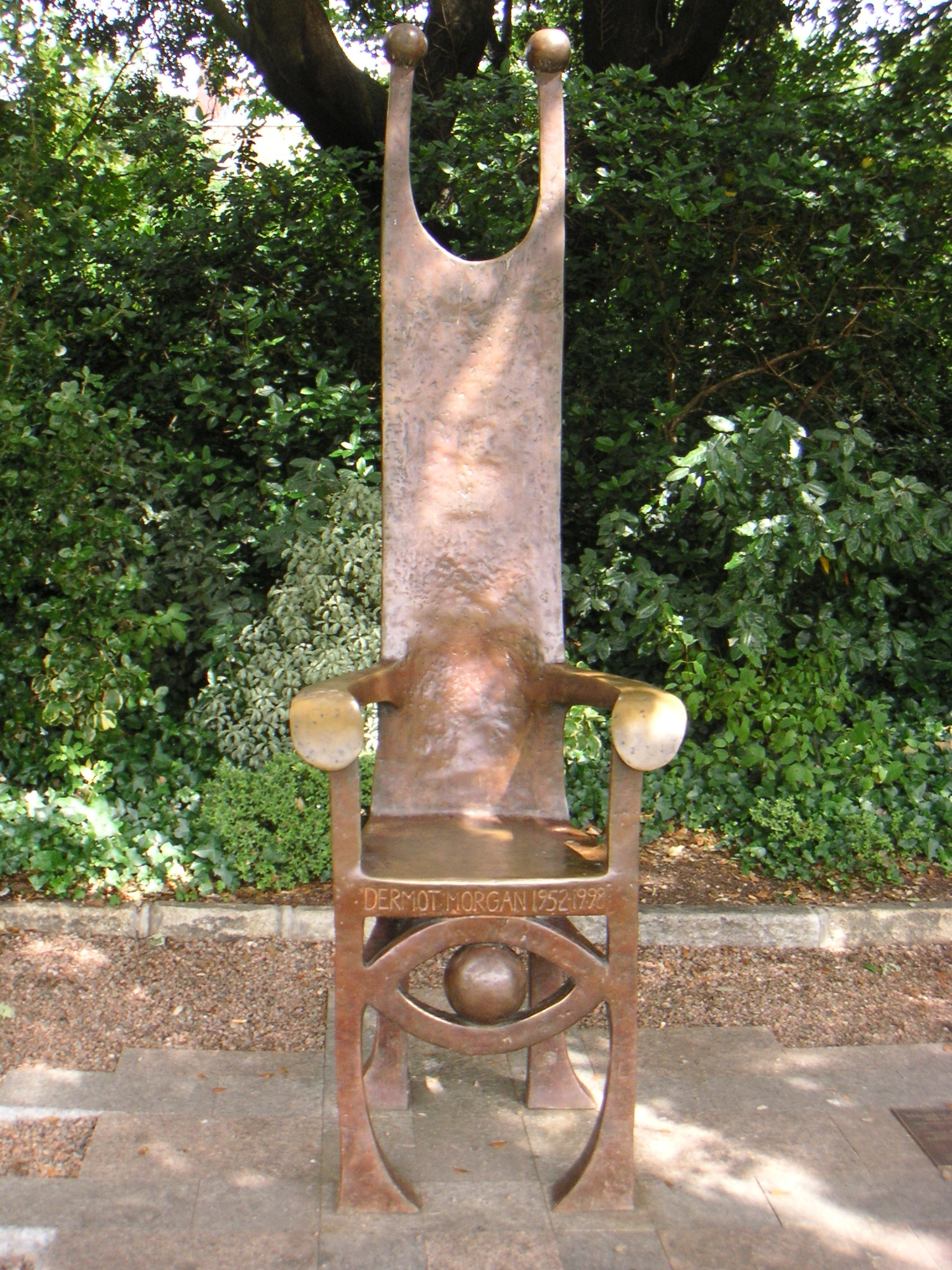
"Joker's Chair", ett minnesmärke tillägnat Morgan på Merrion Square i Dublin.

Trots Morgans ateism, hölls en katolsk dödsmässa för honom i Church of St Thérèse i Mount Merrion i södra Dublin. Mary McAleese, Irlands dåvarande president, och hennes företrädare Mary Robinson, deltog i mässan, liksom en rad andra politiska och religiösa ledare som hade varit måltavlor för Morgans satir i Scrap Saturday. Morgan kremerades på Glasnevin Cemetery och hans aska begravdes i familjegraven på Deans Grange Cemetery.

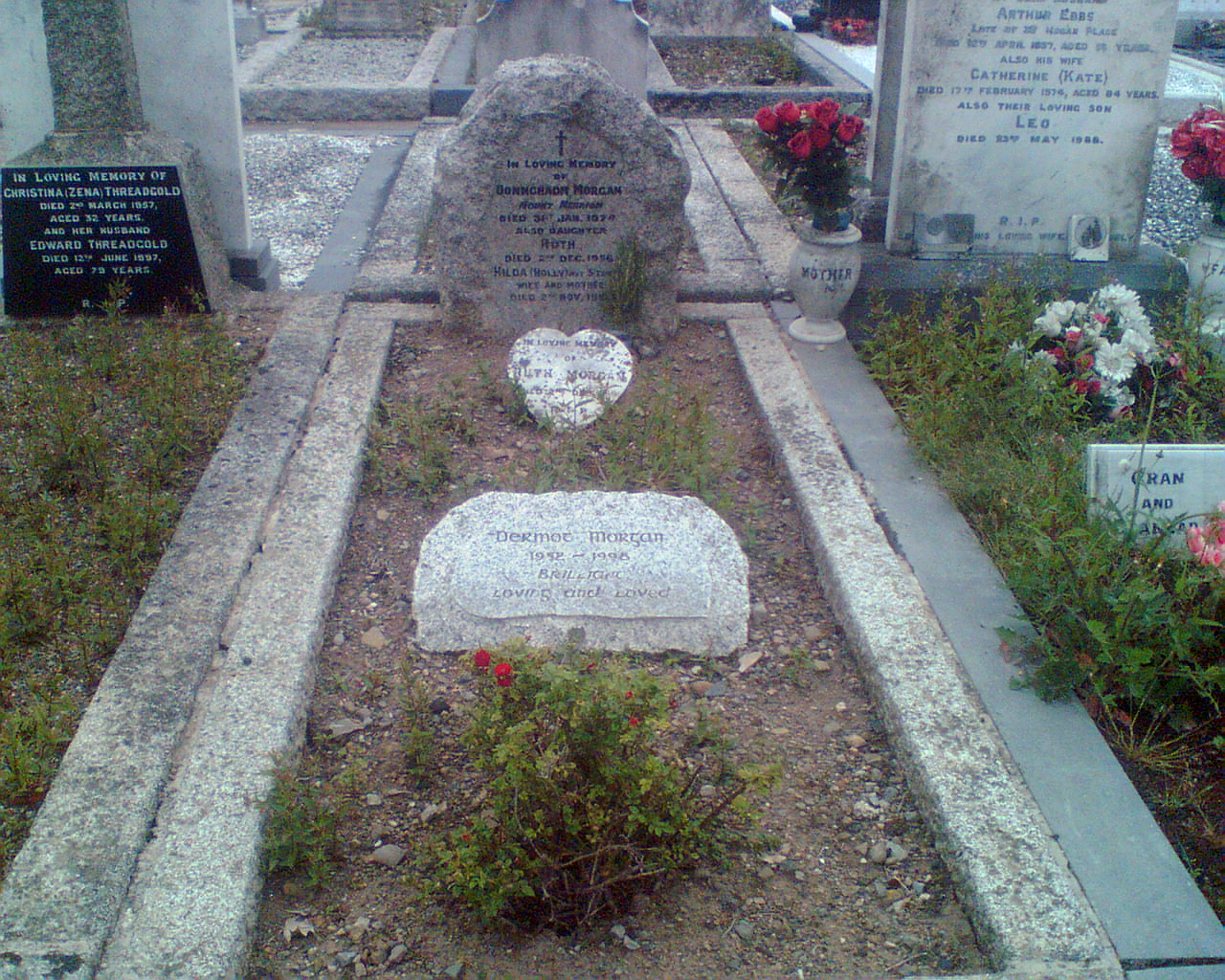
Morgans grav på Deans Grange Cemetery i Dublin.

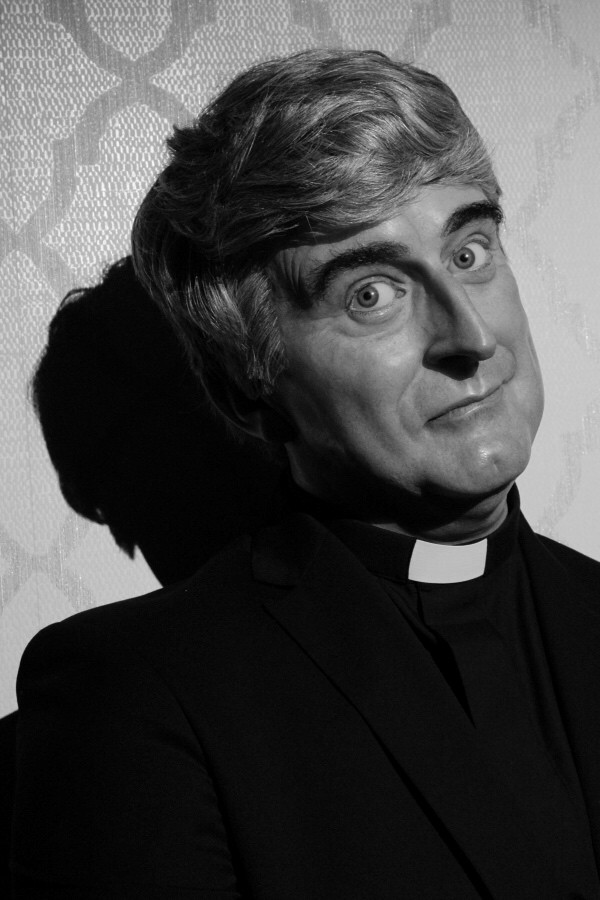
Vaxfigur föreställande Fader Ted på National Wax Museum i Dublin.

En vaxstaty föreställande Morgan restes av hans söner på National Wax Museum i Dublin.

## Filmografi och radio

### TV-program
- The Live Mike (1979–1982)
- Fader Ted (1995–1998)
- Have I Got News For You (1996–1997, två avsnitt)
- Shooting Stars (1996, ett avsnitt)
- That's Showbusiness (1996, ett avsnitt)

### Radio
- Scrap Saturday (1989–1991)

### Film
- Taffin (1988)
- Den första snön (1998, röst i originalversion)